# وزغستان (سبيدار)
وزغستان (بالفارسية: وزگستان) هي قرية تقع في إيران في قسم سبیدار الريفي. يقدر عدد سكانها بـ 64 نسمة بحسب إحصاء 2016.